# Вікімедіа Польща
Вікімедіа Польща (Wikimedia Polska, WMPL; пол. Stowarzyszenie Wikimedia Polska) — польська громадська організація, створена для підтримки діяльності волонтерів у Польщі, які працюють над проєктами Вікімедії, зокрема, такими як Вікіпедія. Таким чином, це регіональне відділення Вікімедії, затверджене Фондом Вікімедіа, який є власником цих проєктів.
ГО «Вікімедіа Польща» була започаткована у квітні 2005 року групою польських вікіпедистів у Meta-Wiki. У серпні того ж року 26 перших членів даної організації зібралися на вікі-зустрічі в Кракові, щоб обрати членів правління та проголосувати за прийняття статуту нової асоціації. Він був офіційно зареєстрований 15 листопада 2005 року. 28 березня 2007 року Вікімедіа Польща була офіційно внесена до списку громадських організацій, які діють за підтримки Міністерства юстиції Польщі.
WMPL має постійний офіс у м. Лодзь, Польща. Як польське регіональне відділення фонду Вікімедіа, Вікімедіа Польща співпрацює з музеями та іншими установами та організовує заходи для волонтерів, спрямовані на додавання вмісту до проєктів Фонду.